# Day Software
Day Software (vormals Day Interactive Holding AG) war ein 1993 gegründetes Schweizer Software-Unternehmen, das sich auf Content-Management-Systeme spezialisiert hatte. Seit 2000 war es an der Schweizer Börse SIX Swiss Exchange kotiert. Die operativen Hauptsitze der Firma befanden sich in Basel, wo sich auch der Sitz der börsennotierten Day Software Holding befand, sowie in Newport Beach im US-Bundesstaat Kalifornien.
Das Kernprodukt war das auf Java basierende Enterprise-Content-Management-System (ECMS) CQ5 (ehem. Communiqué, Fortführung als Adobe Experience Manager (AEM)), welches sich als CMS für das Web 2.0 positioniert. Das Unternehmen mit seinem CTO David Nuescheler war federführend bei der Definition eines Standards für Content Repositories (JSR 170 bzw. JSR 283).
Am 28. Juli 2010 gab Adobe Inc. bekannt, das Unternehmen für rund 240 Mio. US-Dollar zu kaufen. Die Übernahme wurde am 29. Oktober 2010 abgeschlossen. Am 16. Mai 2014 wurde das Unternehmen aus dem Handelsregister gelöscht, Nachfolger wurde die Adobe Research (Schweiz) AG.